# باشگاه فوتبال یونیون کلودینسه کیوجا
باشگاه فوتبال یونیون کلودینسه کیوجا (انگلیسی: Union Clodiense Chioggia FC) یک باشگاه فوتبال مستقر در کیوجا، ایتالیا است که در حال حاضر در سری سی، سومین سطح لیگ فوتبال در این کشور به فعالیت می‌پردازد.
آن‌ها بازی‌های خانگی خود را در ورزشگاه آلدو ئه دینو بلارین، مستقر در کیوجا انجام می‌دهند که به اندازه ۳۶۲۲ صندلی گنجایش پذیرش تماشاگر دارد.

## تاریخچه
پس از سپری کردن چند سال در میانه جدول، در سال ۲۰۰۶–۲۰۰۷ آنها به مقام سومی دست یافتند که ارزش دسترسی به پلی‌آف را داشت و در آنجا توسط باشگاه فوتبال کارپی (۱–۲) حذف شدند. در سال بعد، آنها با کسب مقام دوم و همچنین رسیدن به فینال مرحله گروهی، پس از حذف چیتا دی یسولو، نتیجه خود را بهبود بخشیدند. فینال برای آنها مطلوب نبود، زیرا آنها در خانه توسط سمبونیفیسز ۱–۰ شکست خوردند. با این حال، مقام دوم به گراناتا اجازه داد تا در دور اول کوپا ایتالیا ۲۰۰۸–۲۰۰۹ بازی کنند. در شروع فصل، گراناتا با باشگاه فوتبال چزنا روبرو شد، اما توسط رومانیولی ۳–۱ شکست خورد. سالی که کیوجا سوتومارینا برای سومین فصل متوالی واجد شرایط حضور در پلی آف شد. آنها در مرحله گروهی پیروز شدند و ابتدا یوروتز و سپس یونیون کوئینتو را حذف کردند، اما در مرحله ملی در تورنمنت مثلثی که با ویتربزه و باشگاه فوتبال رناته ۱۹۲۱ روبرو شدند حذف گشتند. نتایج به دست آمده باعث شد تا آن‌ها یک حضور جدید، در فصل بعد، در کوپا ایتالیا کسب کند.
فصل ۲۰۰۹–۱۰ دوباره با یک سفر به کوپا ایتالیا برای یونیون آغاز شد، حریف آن‌ها باشگاه فوتبال کرمونزه است که با پیروزی ۲–۰ به مرحله بعد صعود کردند. در پلی‌آف، کیوجایی‌ها در دور اول در خانه فوسومبونه (۱–۰) پیروز می‌شود اما در فینال گروهی با نتیجه ۳–۱ از باشگاه فوتبال کارپی شکست می‌خورد. پس از سال‌ها که به پلی‌آف ختم شده بود، فصل ۲۰۱۰–۲۰۱۱ برای کیوجا سوتومارینا با مشکلات فراوانی همراه بود و در جایگاه میانه جدول قرار گرفت. بحران در تابستان ۲۰۱۱ ادامه یافت و کیوجا سوتومارینا نتوانست در سری دی ثبت‌نام کند.

### سال‌های «کلودینسه» (۲۰۱۱–۲۰۱۹)
در تابستان ۲۰۱۱، سوتومارینا لیدو، باشگاهی که به تازگی به اچلنتسا ونتو صعود کرده بود (در سال ۲۰۰۶ تأسیس شده)، با چیوجا سوتومارینا که در سری دی ثبت‌نام نکرده بود، ادغام شد و نام انجمن ورزشی آماتوری کلودینسه را برای باشگاه انتخاب کرد. این نام مورد قبول طرفداران قدیمی یونیون سی.اس. قرار نگرفت زیرا به سنت گراناتا مرتبط نبود. پس از یک جلسه توضیحی بین رئیس جدید ایوانو بوسکولو بیلو و گروه‌های اولترای گراناتا در نوامبر ۲۰۱۴، توافقی بین طرفین حاصل نشد و هر یک بر مواضع خود باقی ماندند؛ بنابراین، اگرچه کلودینسه جدید، که در سال ۲۰۱۲ به سری دی صعود کرد، رنگ‌های اجتماعی و نمایندگی منطقه‌ای مشابه با کیوجا سوتومارینا قدیمی داشت، اما به دلیل عدم حفظ سنت تاریخی آن به‌طور رسمی، دیگر مورد حمایت حرکت اولتراهوی شهر ونتو قرار نگرفت.

### احیای یونیون (از ۲۰۱۹)
پس از هشت سال گذراندن از کلودینسه در اچلنتسا و سری دی با جمعیتی اندک، در تاریخ ۱ ژوئن ۲۰۱۹، پس از گفتگویی که توسط اداره ورزش شهر کیوجا برگزار شد، باشگاه لوگوی خود را تغییر داد و آن را به شکلی نزدیک‌تر به سنت یونیونیستی تبدیل کرد و نام خود را به یونیون کلودینسه کیوجا تغییر داد. شهر و طرفداران سازمان‌یافته دوباره به‌طور انبوه از تیم حمایت کردند.
در فصل ۲۰۲۳–۲۰۲۴، تیم موفق به کسب مقام اول در گروه خود در سری دی شد و به این ترتیب به صورت مستقیم به سری سی صعود کرد و پس از ۴۷ سال دوباره به رده سوم فوتبال بازگشت.